# 宣原甲太
宣原 甲太（のぶはら こうた、1991年1月31日 - ）は、日本のラグビー選手。

## プロフィール
- 大阪府大阪市出身。
- ポジションはフッカー(HO)。
- 身長 168cm、体重 93kg
- ニックネームはノブ。
- 高校日本代表に選ばれたことがある。
- U20日本代表候補に選ばれたことがある[1]。

## 略歴
ラグビーは10歳から始めた。
2009年、常翔啓光学園高校卒業後、立教大学に入学する。なお常翔啓光学園高校時代には高校日本代表に選ばれたことがある。　
2012年、立教大学ラグビー部の副将に就任した。
2013年、立教卒業後、横河武蔵野アトラスターズに加入。同年9月22日に行われたトップイーストリーグ第2節のセコムラガッツ戦に途中出場で公式戦初出場を果たす。
2015年、横河武蔵野アトラスターズを退団。ウェリントンフットボールクラブを経て、2016年、神戸製鋼コベルコスティーラーズに加入。
2018年、神戸製鋼コベルコスティーラーズを退団した。
2019年、ボンドユニバーシティでプレーした後、現役引退。